# Ceylonosticta digna
Ceylonosticta digna is een libellensoort uit de familie van de Platystictidae, onderorde juffers (Zygoptera). Oude namen voor dezelfde soort zijn Platysticta digna en Drepanosticta digna.
De wetenschappelijke naam van de soort is voor het eerst geldig gepubliceerd in 1860 als Platysticta digna door Hagen in Selys.